# Xian de Yugan
Le xian de Yugan (余干县 ; pinyin : Yúgān Xiàn) est un district administratif de la province du Jiangxi en Chine. Il est placé sous la juridiction de la ville-préfecture de Shangrao.

## Démographie
La population du district était de 841 443 habitants en 1999.